# Élections législatives de 2002 en Nouvelle-Calédonie
Les élections législatives françaises de 2002 se déroulent les 9 et 16 juin. Dans la collectivité de la Nouvelle-Calédonie, deux députés sont à élire dans le cadre de deux circonscriptions.

## Élus
| Circonscription | Député sortant  | Parti | Parti | Député élu ou réélu | Parti | Parti |
| --------------- | --------------- | ----- | ----- | ------------------- | ----- | ----- |
| 1re             | Jacques Lafleur |       | RPCR  | Jacques Lafleur     |       | UMP   |
| 2e              | Pierre Frogier  |       | RPCR  | Pierre Frogier      |       | UMP   |

## Résultats

### Résultats à l'échelle de la collectivité
| Parti                                                  | Parti                             | Premier tour | Premier tour | Second tour | Second tour | Sièges |
| Parti                                                  | Parti                             | Voix         | %            | Voix        | %           | Sièges |
| ------------------------------------------------------ | --------------------------------- | ------------ | ------------ | ----------- | ----------- | ------ |
|                                                        | Union pour un mouvement populaire | 25 072       | 48,66        | 28 389      | 55,73       | 2      |
|                                                        | Divers droite                     | 6 551        | 12,71        | 10 059      | 19,75       | 0      |
|                                                        | Majorité présidentielle           | 31 623       | 61,37        | 38 448      | 75,47       | 2      |
|                                                        |                                   |              |              |             |             |        |
|                                                        | Divers gauche                     | 1 154        | 2,24         |             |             | 0      |
|                                                        | Gauche parlementaire              | 1 154        | 2,24         |             |             | 0      |
|                                                        |                                   |              |              |             |             |        |
|                                                        | Divers                            | 12 137       | 23,56        | 12 495      | 24,53       | 0      |
|                                                        | Front national                    | 5 683        | 11,03        |             |             | 0      |
|                                                        | Divers écologiste                 | 928          | 1,80         | 0           |             |        |
|                                                        |                                   |              |              |             |             |        |
| Inscrits                                               | Inscrits                          | 127 704      | 100,00       | 127 678     | 100,00      | 2      |
| Abstentions                                            | Abstentions                       | 74 587       | 58,41        | 72 746      | 56,98       |        |
| Votants                                                | Votants                           | 53 117       | 41,59        | 54 932      | 43,02       |        |
| Blancs et nuls                                         | Blancs et nuls                    | 1 592        | 3            | 3 989       | 7,26        |        |
| Exprimés                                               | Exprimés                          | 51 525       | 97           | 50 943      | 92,74       |        |
| Source : Ministère de l'Intérieur - Nouvelle-Calédonie |                                   |              |              |             |             |        |

### Résultats par circonscription

#### Première circonscription (Nouméa - Îles Loyauté)
| Candidat       | Candidat                      | Parti             | Premier tour | Premier tour | Second tour | Second tour |  |
| Candidat       | Candidat                      | Parti             | Voix         | %            | Voix        | %           |  |
| -------------- | ----------------------------- | ----------------- | ------------ | ------------ | ----------- | ----------- |  |
|                | Jacques Lafleur sortant réélu | UMP               | 12 378       | 49,81        | 12 670      | 55,74       |  |
|                | Didier Leroux                 | Divers droite     | 3 749        | 15,09        | 10 059      | 44,26       |  |
|                | Bernard Herpin                | FN                | 2 753        | 11,08        |             |             |  |
|                | Wassissi Konyi                | Divers            | 2 439        | 9,82         |             |             |  |
|                | Alain Descombels              | Divers droite     | 1 709        | 6,88         |             |             |  |
|                | Didier Baron                  | Divers écologiste | 928          | 3,73         |             |             |  |
|                | Marcko Waheo                  | Divers            | 466          | 1,88         |             |             |  |
|                | Jean-Raymond Postic           | Divers gauche     | 426          | 1,71         |             |             |  |
|                |                               |                   |              |              |             |             |  |
| Inscrits       | Inscrits                      | Inscrits          | 60 779       | 100,00       | 60 770      | 100,00      |  |
| Abstentions    | Abstentions                   | Abstentions       | 35 191       | 57,9         | 36 146      | 59,48       |  |
| Votants        | Votants                       | Votants           | 25 588       | 42,1         | 24 624      | 40,52       |  |
| Blancs et nuls | Blancs et nuls                | Blancs et nuls    | 740          | 2,89         | 1 895       | 7,7         |  |
| Exprimés       | Exprimés                      | Exprimés          | 24 848       | 97,11        | 22 729      | 92,3        |  |

#### Deuxième circonscription (Grande Terre)
| Candidat       | Candidat                     | Parti          | Premier tour | Premier tour | Second tour | Second tour |  |
| Candidat       | Candidat                     | Parti          | Voix         | %            | Voix        | %           |  |
| -------------- | ---------------------------- | -------------- | ------------ | ------------ | ----------- | ----------- |  |
|                | Pierre Frogier sortant réélu | UMP            | 12 694       | 47,58        | 15 719      | 55,71       |  |
|                | Paul Néaoutyine              | Régionaliste   | 7 406        | 27,76        | 12 495      | 44,29       |  |
|                | Bianca Henin                 | FN             | 2 930        | 10,98        |             |             |  |
|                | Raphaël Mapou                | Régionaliste   | 1 172        | 4,39         |             |             |  |
|                | Justin Guillemard            | Divers droite  | 1 093        | 4,1          |             |             |  |
|                | Éric Douyere                 | Divers gauche  | 728          | 2,73         |             |             |  |
|                | Gabriel Paita                | Divers         | 654          | 2,45         |             |             |  |
|                |                              |                |              |              |             |             |  |
| Inscrits       | Inscrits                     | Inscrits       | 66 925       | 100,00       | 66 908      | 100,00      |  |
| Abstentions    | Abstentions                  | Abstentions    | 39 396       | 58,87        | 36 600      | 54,7        |  |
| Votants        | Votants                      | Votants        | 27 529       | 41,13        | 30 308      | 45,3        |  |
| Blancs et nuls | Blancs et nuls               | Blancs et nuls | 852          | 3,09         | 2 094       | 6,91        |  |
| Exprimés       | Exprimés                     | Exprimés       | 26 677       | 96,91        | 28 214      | 93,09       |  |